# فرشتگانی با چهره‌های کثیف
فرشتگانی با چهره‌های کثیف (به انگلیسی: Angels with Dirty Faces) یک فیلم گانگستری آمریکایی محصول سال ۱۹۳۸ به کارگردانی مایکل کورتیز از محصولات کمپانی برادران وارنر با بازی جیمز کاگنی، پت اوبراین، هامفری بوگارت، ان شرایدن و جرج بنکرافت است فیلمنامه توسط جان وکسلی و وارن بی. داف بر اساس داستان رولند براون نوشته شده‌است. این فیلم داستان رابطه یک گانگستر بدنام ویلیام «راکی» سالیوان با دوست دوران کودکی‌اش و کشیش فعلی پدر جری کانولی است. پس از گذراندن پانزده سال در زندان به دلیل سرقت مسلحانه، راکی قصد دارد ۱۰۰٫۰۰۰ دلار از همدست خود جیم فریزیر، وکیل اوباش، دریافت کند. در تمام این مدت، پدر کانولی سعی می‌کند از قرار گرفتن گروهی از جوانان تحت نفوذ راکی جلوگیری کند.
فرشتگان با چهره‌های کثیف در ۲۸ نوامبر ۱۹۳۸ منتشر شد و بازخوردهای مثبتی را در پی داشت. در یازدهمین دوره جوایز اسکار، این فیلم در سه بخش بهترین بازیگر مرد (کاگنی)، بهترین کارگردان (کورتیز) و بهترین داستان (براون) نامزد شد. فرشتگان با چهره‌های کثیف توسط برخی به عنوان یکی از بهترین فیلم‌های تمام دوران در نظر گرفته می‌شود، و به‌طور گسترده به عنوان یک لحظه تعیین‌کننده در حرفه کاگنی در نظر گرفته می‌شود. این فیلم در سال ۲۰۰۸ توسط مؤسسه فیلم آمریکا به فهرست نهایی راه یافت و در فهرست «۱۰۰ بهترین فیلم نوآر تمام دوران» توسط مجله اسلنت در سال ۲۰۱۵ در رتبه ۶۷ قرار گرفت.

## تولید
فیلمبرداری اصلی در ژوئن ۱۹۳۸ آغاز شد.

## انتشار فیلم
این فیلم برای اولین بار در ۲۶ نوامبر ۱۹۳۸ در تئاتر مجستیک در رنو، نوادا به نمایش درآمد. این فیلم ۱٫۷ میلیون دلار از باکس آفیس جهانی فروش کرد و گفته می‌شود که یک موفقیت مالی بود. تحلیلگران ادعا می‌کنند که اگر فرشتگان با چهره‌های کثیف و دو فیلم دیگر به کارگردانی کرتیز در آن سال (ماجراهای رابین هود و چهار دختر) نبودند، کمپانی برادران وارنر مبلغ قابل توجهی از دست می‌داد و در نتیجه گردش مالی منفی برای آنها به همراه داشت. البته برای سال مالی ۱۹۳۸ شرکت.

## شخصیت‌ها و بازیگران
ویلیام (راکی) سالیوان با بازی جیمز کاگنی
پدر (کشیش) جو کونولی با بازی پت اوبراین
جیم فرازیر (وکیل کلاهبردار) با بازی هامفری بوگارت
لوری مارتین با بازی آن شرایدان
مک کیفر با بازی جورج بنکرافت
استوپی با بازی بیلی هالوپ
بیم با بازی لئو گورسی

## داستان فیلم
راکی و دوستش جو که از نوجوانان محلات فقیرنشین هستند در هنگام دزدی مورد تعقیبب پلیس قرار می‌گیرند. جو می‌گریزد و راکی اسیر می‌شود و به یک مدرسه اصلاح و تربیت می‌رود.
پانزده سال می‌گذرد و راکی به علت خلاف کاری در یک زندان محبوس است. وکیل راکی از وی می‌خواهد تا با پوزش خواهی در دادگاه چند سال زندان را پذیرفته و در ازای آن وکیل با پول او کار کرده و پس از بازگشت از زندان صد هزار دلار به او بدهد.
راکی پس از بازگشت از زندان به محله خود می‌رود و متوجه می‌شود که دوست او «جو» کشیش شده و به تربیت نوجوانان بزهکار می‌پردازد. راکی اتاقی را در حوالی محله خود اجاره می‌کند که آشنای دوره کودکی وی «لوری مارتین» آن را اداره می‌کند و در ادامه لوری و راکی به هم علاقه پیدا می‌کنند.
سپس راکی نزد وکیل خود می‌رود اما وکیل مدعی است که از خروج راکی از زندان خبر نداشته و باید کارها را برای حضور او راست و ریست کند و فعلاً امکان دادن ۱۰۰ هزار دلار به او را ندارد؛ بنابراین راکی با گرفتن ۵۰۰ دلار موقتاً دفتر او را ترک می‌کند.
نوجوانانی که در کلیسا تحت تربیت جو قرار دارند با راکی مواجه می‌شوند و چون متوجه می‌شوند که او از گانگسترهای معروف و قدیمی محل آن‌ها بوده دور او جمع شده و او را به عنوان قهرمان خود می‌شناسند.
راکی پیش وکیل خود بازمی‌گردد و پس از این که متوجه می‌شود وکیل او با مک کیفر از روسای تبهکاران، تبانی کرده و سر او کلاه گذاشته، هر دو را می‌کشد و می‌گریزد. پلیس راکی را تحت تعقیب قرار می‌دهد.
جو پس از دستگیری راکی و محکومیت او به مرگ از وی می‌خواهد که بت خود را بشکند تا نوجوانان از الگوبرداری از او منصرف گردند. راکی سرانجام تصمیم خود را می‌گیرد و هنگام اجرای حکم به عمد در مقابل مأمورین به ناله و التماس می‌پردازد. نوجوانان پس از شنیدن وضعیت راکی و التماس‌های او برای حفظ جانش هنگام مرگ، او را فردی بزدل انگاشته و سرنوشت وی را عبرت آموز می‌یابند.

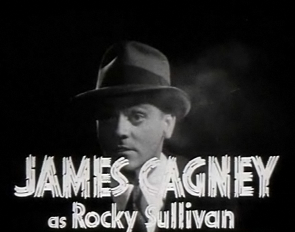
جیمز کاگنی در نقش راکی سالیوان

## دوبله و پخش در تلویزیونایران
این فیلم توسط صدابازیگر‌های مطرح ایرانی دوبله شده و در تلویزیون ایران با نام «فرشته سیرتان» به نمایش درآمده است.
| شخصیت              | بازیگر        | صدا بازیگر      |
| ------------------ | ------------- | --------------- |
| راکی سالیوان       | جیمز کاگنی    | جلال مقامی      |
| جری کونولی         | پت اوبراین    | غلامعلی افشاریه |
| لوری مارتین        | آن شرایدان    | مریم شیرزاد     |
| جیم فرایزر (فریزی) | هامفری بوگارت | نصرا… مدقالچی   |
| کیفر               | جورج بنکرافت  | محمدعلی دیباج   |
| استوپی             | بیلی هالوپ    | امیر هوشنگ زند  |
| کاپیتان پلیس       |               | مرتضی احمدی     |

## نگارخانه

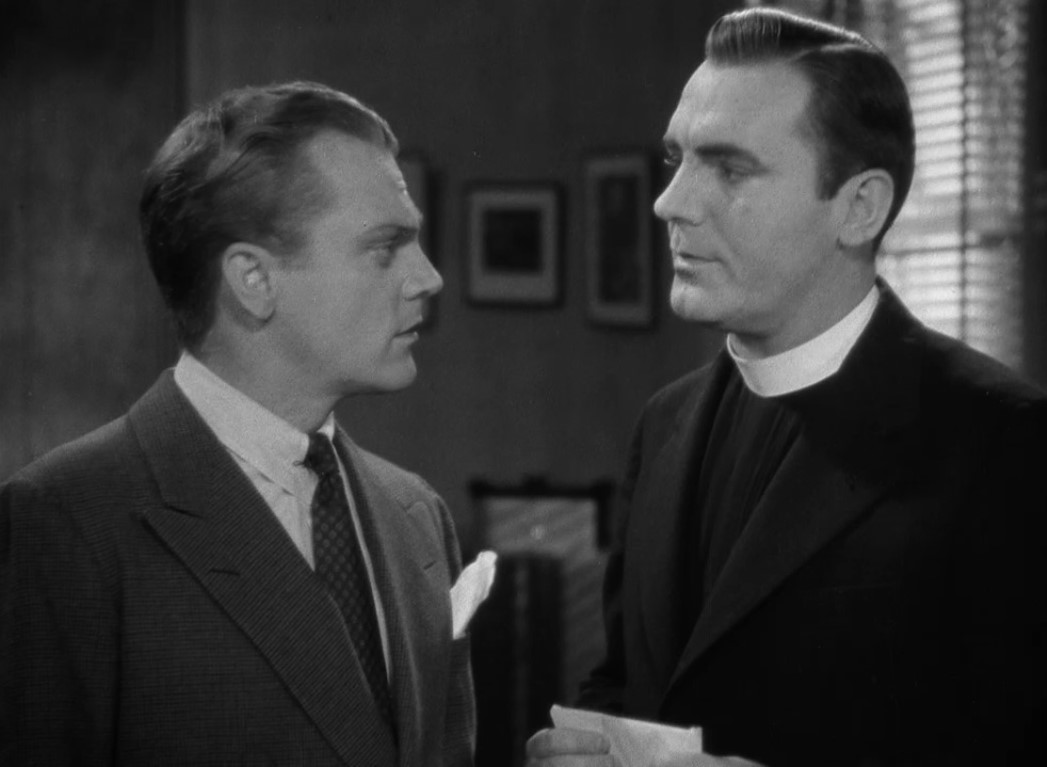
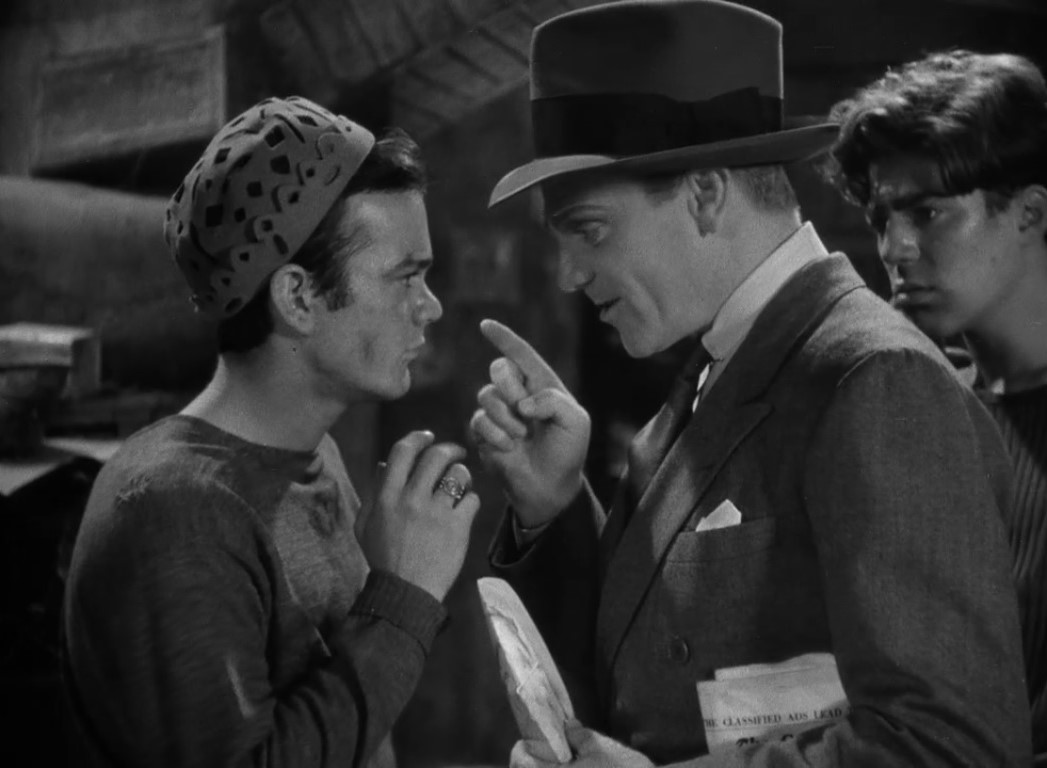